# Киприан (Пападопулос)
Митрополи́т Киприа́н (в миру Киприано́с Пападо́пулос, греч. Κυπριανός Παπαδόπουλος; 1916, Смирна — 28 февраля 1973) — епископ Александрийской православной церкви, митрополит Центральноафриканский.

## Биография
Его отец, священник Василиос Пападопулос, происходил из городка Фертеки в Каппадокии, после изгнания греческого населения из Малой Азии обосновался в Никее, Пирей и был основателем храма святого Николая.
Окончил богословский факультет Афинского университета. В 1934 году рукоположён в сан диакона.
Перешёл в клир Александрийского Патриархата. Будучи трудолюбивым и способным, быстро продвинулся по службе.
7 декабря 1958 года хиротонисан во епископа Центральноафриканского с возведением в сан митрополита.
В силу этого развития событий и своего положения, он не имел постоянного контакта со своими земляками (беженцами из Малой Азии) в Новой Ионии (один из кварталов беженцев в Афинах).
Скончался 28 февраля 1973 года.